# Protivanov
Protivanov (en allemand : Protiwanow) est un bourg (městys) du district de Prostějov, dans la région d'Olomouc, en République tchèque. Sa population s'élevait à 1 071 habitants en 2023.

## Géographie
Protivanov se trouve à 13 km au sud-sud-ouest de Konice, à 22 km à l'ouest-nord-ouest de Prostějov, à 33 km à l'ouest-sud-ouest d'Olomouc et à 185 km à l'est-sud-est de Prague.
La commune est limitée par Buková au nord, par Malé Hradisko, la zone militaire de Březina et Bousín à l'est, par Niva et Vysočany au sud, et par Žďárná et Suchý à l'ouest.

## Histoire
La première mention écrite de la localité date de 1505. La commune a le statut de městys depuis le 10 octobre 2006.

## Galerie

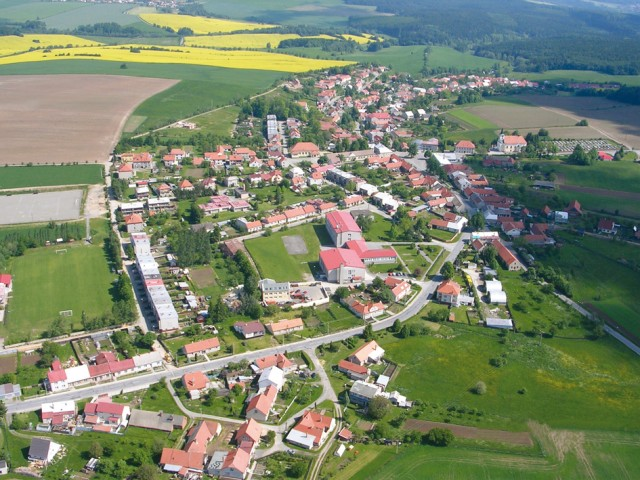
Protivanov : vue aérienne.
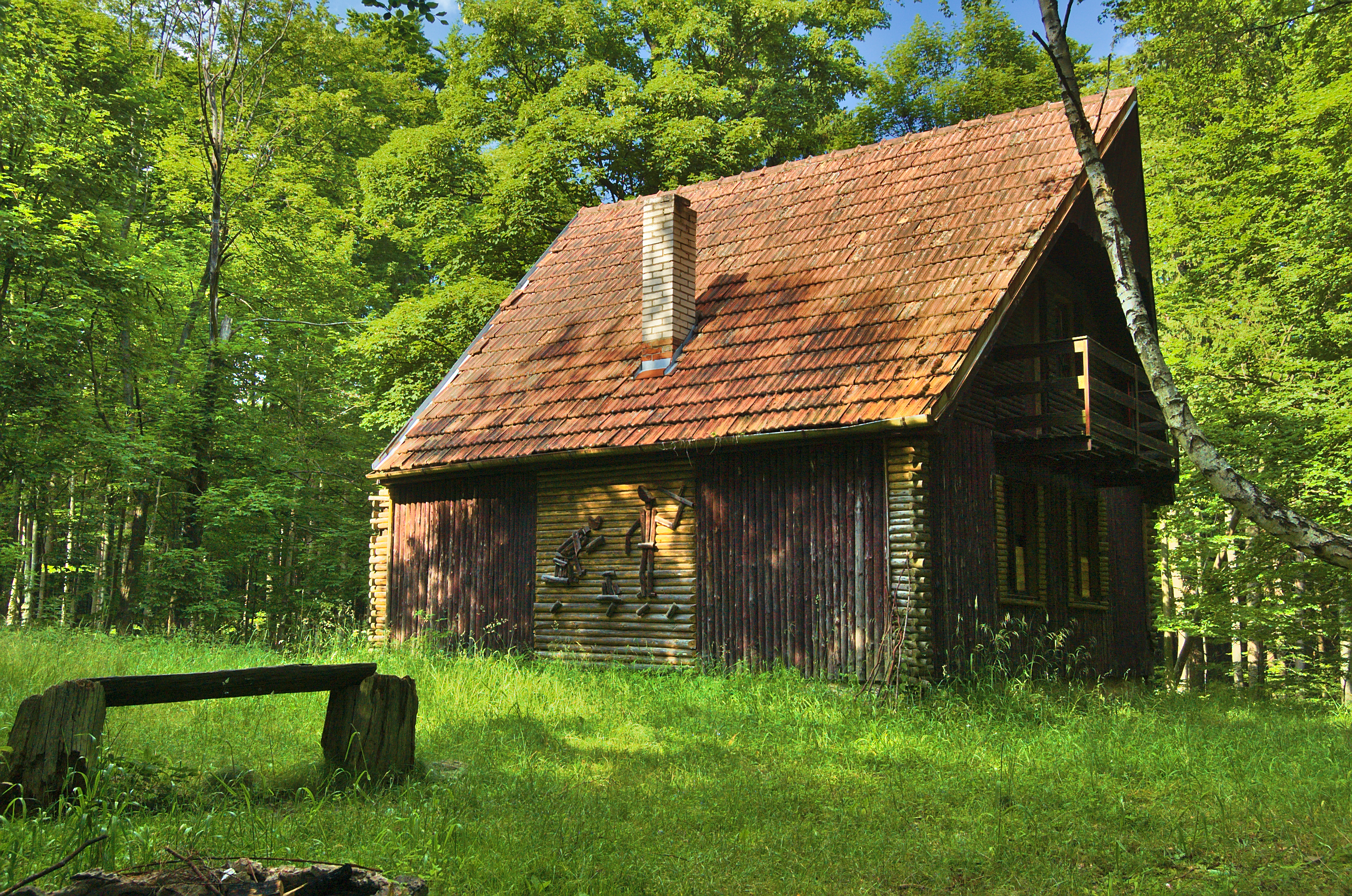
Réplique d'un abri des partisans à Skály.

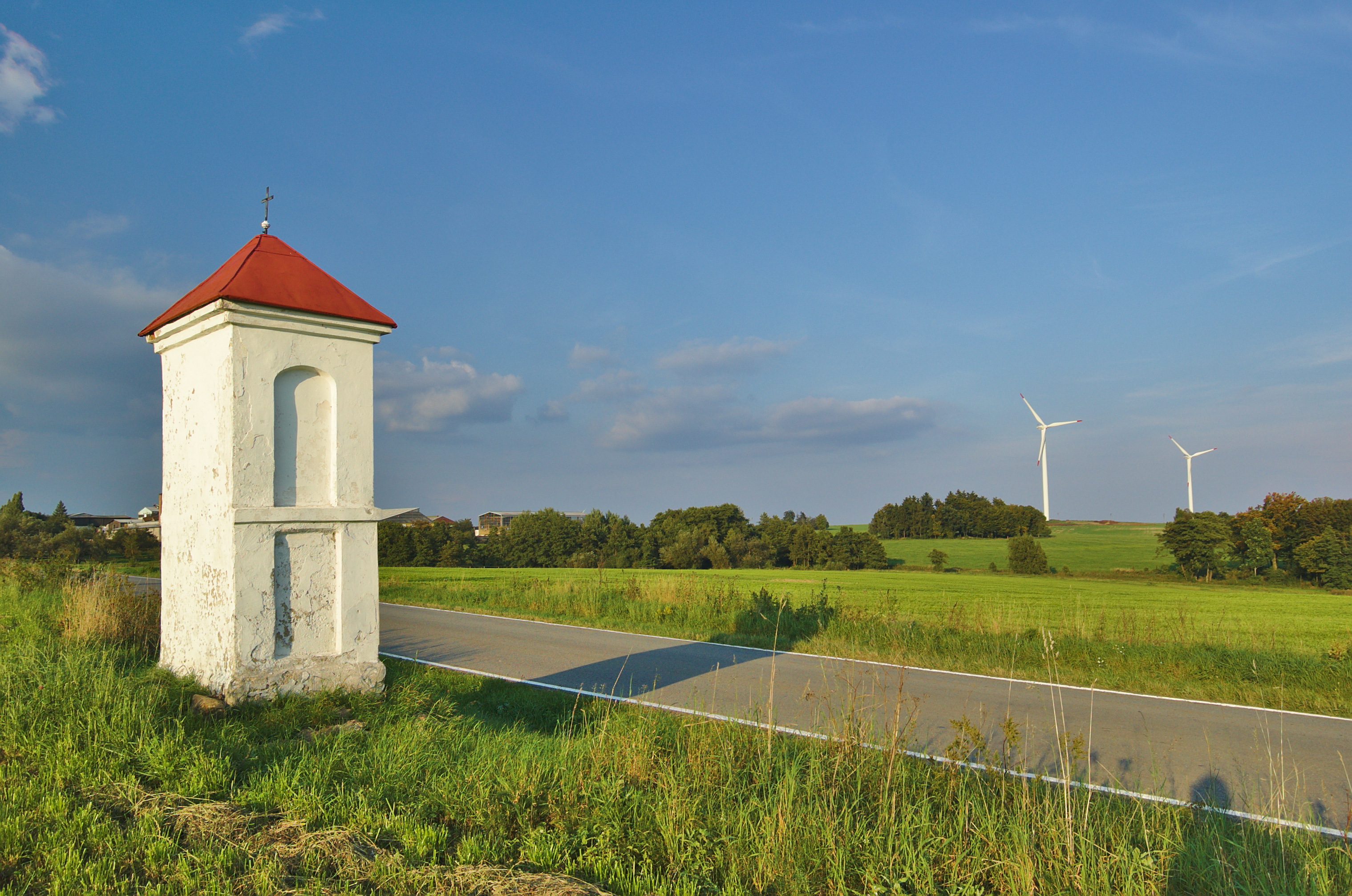
Chapelle au bord de la route de Niva.
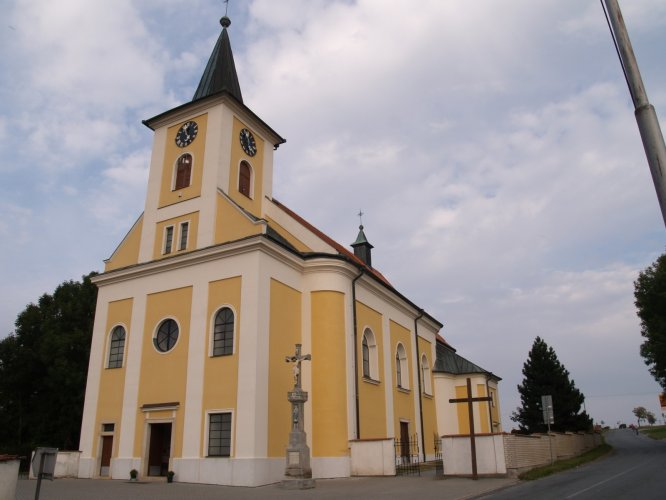
Église de la Nativité.

## Transports
Par la route, Protivanov se trouve à 18 km de Konice, à 24,5 km de Prostějov, à 45 km d'Olomouc et à 240 km de Prague.